# Dịch Hạo
Dịch Hạo (tiếng Mãn: ᡳ ᡭ᠊ᠠᡠ, Möllendorff: i h῾ao, tiếng Trung: 奕灝; 6 tháng 4 năm 1784 – 17 tháng 2 năm 1844) là một tông thất của nhà Thanh trong lịch sử Trung Quốc.

## Cuộc đời
Dịch Hạo được sinh ra vào buổi trưa, ngày 17 tháng 3 (âm lịch) năm Càn Long thứ 49 (1784), trong gia tộc Ái Tân Giác La. Ông là con trai trưởng của Bối tử Miên Phổ, mẹ ông là Đích Phu nhân Chương Giai thị (章佳氏). Tháng 12 năm Gia Khánh thứ 6 (1801), cha ông qua đời, ông được tập tước Lý Thân vương đời thứ 6, nhưng Lý vương phủ không phải thừa kế võng thế, nên ông chỉ được phong làm Phụng ân Trấn quốc công. Sau đó ông được hành tẩu tại ngạch ngoại Tán trật đại thần. Năm thứ 10 (1805), cách chức Tán trật đại thần. 1 năm sau lại được hành tẩu tại Tán trật đại thần. Năm thứ 18 (1813), tháng 8, ông được hành tẩu ở Càn Thanh môn. Năm thứ 19 (1814), tháng 2, dừng việc hành tẩu tại Càn Thanh môn, nhậm chức Tiền phong Thống lĩnh của cánh trái. Năm thứ 21 (1816), tháng 11, thụ Tông Nhân phủ Hữu tông nhân. Năm thứ 23 (1818), tháng 11, nhậm Đô thống Mãn Châu Chính Lam kỳ. Năm thứ 24 (1819), tháng 6, thụ Nội đại thần (內大臣). Tháng 9 cùng năm, quản lý sự vụ Đô thống Hán quân Tương Bạch kỳ. Đến tháng 12 cùng năm, lại quản lý sự vụ Đô thống Mãn Châu Chính Hồng kỳ. Năm thứ 25 (1820), tháng 4, thụ chức Hắc Long Giang Tướng quân.
Năm Đạo Quang thứ 2 (1822), tháng giêng, điều làm Ô Lý Nhã Tô Đài Tướng quân (烏里雅蘇台將軍). Tháng 6 cùng năm, nhậm Đô thống Mông Cổ Tương Lam kỳ. Năm thứ 3 (1823), tháng 10, quản lý sự vụ Hỏa khí doanh (火器營事務). Năm thứ 4 (1824), tháng 2, ông kiêm thay quyền Đô thống Mông Cổ Tương Hồng kỳ. tháng 7, nhậm Tuy Viễn thành Tướng quân (綏遠城將軍). Năm thứ 7 (1827), tháng 5, điều làm Giám Kinh Tướng quân (監京將軍). Năm thứ 10 (1830), tháng 3, ông bị phế bỏ tước vị, con trai thứ ba là Tái Khoan (載寬) tập tước. Tuy nhiên ông vẫn được thưởng chức Đầu đẳng Thị vệ. Tháng 6, ông nhậm chức Ô Lý Nhã Tô Đài Tướng quân Tham tán Đại thần (叅赞大臣). Tháng 10, ban thưởng hàm Phó Đô thống, điều làm Bổ Khố Luân bạn sự Đại thần (补库伦办事大臣). Năm thứ 11 (1831), tháng giêng, nhậm Phó Đô thống Mông Cổ Tương Bạch kỳ. Tháng 12 cùng năm, điều làm Phó Đô thống Mãn Châu Chính Lam kỳ. Năm thứ 12 (1832), tháng 2, thụ chức Chính Bạch kỳ Hộ quân Thống lĩnh. Tháng 3 cùng năm, thay quyền Thịnh Kinh Tướng quân. Năm thứ 13 (1833), tháng 4, nhậm Đô thống Mông Cổ Chính Hoàng kỳ. Năm thứ 14 (1834), tháng 7, điều làm Đô thống Mãn Châu Tương Hồng kỳ, thụ Duyệt binh đại thần (閱兵大臣). Tháng 11 cùng năm, ông nhậm chức Binh bộ Thượng thư, thay cho Tông thất Kính Trưng (敬徵) – con trai thứ tư của Túc Cung Thân vương Vĩnh Tích. Năm thứ 16 (1836), tháng 7, thụ chức Lễ bộ Thượng thư. Tháng 11 cùng năm, chức Binh bộ Thương thư được ông giao lại cho Tông thất Hi Ân (禧恩) – con trai thứ hai của Duệ Cung Thân vương Thuần Dĩnh.
Năm thứ 18 (1838), tháng 9, con trai Tái Khoan qua đời, ông được phục lập tước Lý Thân vương, được phong làm Phụng ân Phụ quốc công. Tuy nhiên, chỉ 2 tháng sau, ông lại bị phế bỏ tước vị, do Tái Đại tiếp tục tập tước. Năm thứ 20 (1840), tháng 12, nhậm Lý phiên viện Thị lang (理藩院侍郎). Năm thứ 23 (1843), ngày 29 tháng 12 (âm lịch), giờ Tuất, ông qua đời, thọ 60 tuổi.

## Gia quyến
- Đích Phu nhân: Phú Sát thị (富察氏), con gái của Thành Gia Nghị Dũng công Huệ Luân (惠倫) – con trai của Minh Thụy.

### Con trai
1. Tái Thọ (載受; 1810 – 1849), mẹ là Đích Phu nhân Phú Sát thị. Được phong làm Phụ quốc Tướng quân (輔國將軍) kiêm Tam đẳng Thị vệ. Có ba con trai.
2. Tái Diệu (載耀; 1812 – 1873), mẹ là Đích Phu nhân Phú Sát thị. Có bốn con trai. Một con gái của ông gả cho Sùng Khởi - trạng nguyên người Mông Cổ duy nhất triều Thanh, đồng thời cũng là thân phụ Hiếu Triết Nghị Hoàng hậu của Đồng Trị.
3. Tái Khoan (載寬; 1813 – 1838), mẹ là Đích Phu nhân Phú Sát thị. Năm 1833 được tập tước Lý Thân vương và được phong làm Phụng ân Phụ quốc công. Có một con thừa tự.
4. Tái Dần (載寅; 1814 – 1857), mẹ là Đích Phu nhân Phú Sát thị. Có năm con trai.
5. Tái Tuấn (載寯; 1816 – 1885), mẹ là Đích Phu nhân Phú Sát thị. Có bốn con trai.